# 리첸군

리첸군의 위치

리첸군(독일어: Bezirk Liezen)은 오스트리아 슈타이어마르크주에 위치한 군으로 행정 중심지는 리첸이며 면적은 3,318.72km2, 인구는 79,831명(2023년 기준), 인구 밀도는 24명/km2이다. 북서쪽으로는 오버외스터라이히주 그문덴군, 북쪽으로는 오버외스터라이히주 키르히도르프안데어크렘스군, 니더외스터라이히주 암슈테텐군, 북동쪽으로는 니더외스터라이히주 샤입스군, 동쪽으로는 브루크뮈르추슐라크군, 남동쪽으로는 레오벤군, 남쪽으로는 무르탈군, 무라우군, 남서쪽으로는 잘츠부르크주 탐스베크군, 서쪽으로는 잘츠부르크주 장크트요한임퐁가우군과 접한다.

## 하위 행정 구역
14개 도시, 10개 시장도시, 5개 일반 시를 관할하며 리첸 구역(Liezen), 그뢰프밍 구역(Gröbming)으로 나뉜다.

### 리첸 구역
리첸 구역은 4개 도시, 7개 시장도시, 9개 일반 시로 구성되어 있다.
- 도시
  - 바트아우스제(Bad Aussee)
  - 리첸(Liezen)
  - 로텐만(Rottenmann)
  - 트리벤(Trieben)
- 시장도시
  - 아드몬트(Admont)
  - 알텐마르크트바이장크트갈렌(Altenmarkt bei Sankt Gallen)
  - 바트미테른도르프(Bad Mitterndorf)
  - 가이스호른암제(Gaishorn am See)
  - 이르드닝도너스바흐탈(Irdning-Donnersbachtal)
  - 장크트갈렌(Sankt Gallen)
  - 슈타이나흐퓌르크(Stainach-Pürgg)
- 일반 시
  - 아이겐임엔슈탈(Aigen im Ennstal)
  - 알타우스제(Altaussee)
  - 아르트닝(Ardning)
  - 그룬들제(Grundlsee)
  - 란들](Landl)
  - 라싱(Lassing)
  - 젤츠탈(Selzthal)
  - 빌트알펜(Wildalpen)
  - 뵈르샤흐(Wörschach)

### 그뢰프밍 구역
그뢰프밍 구역은 1개 도시, 3개 시장도시, 5개 일반 시로 구성되어 있다.
- 도시
  - 슐라트밍(Schladming)
- 시장도시
  - 그뢰프밍(Gröbming)
  - 하우스(Haus)
  - 외블라른(Öblarn)
- 일반 시
  - 아이흐(Aich)
  - 미하엘러베르크프루게른(Michaelerberg-Pruggern)
  - 미터베르크장크트마르틴(Mitterberg-Sankt Martin)
  - 람자우암다흐슈타인(Ramsau am Dachstein)
  - 죌크(Sölk)